# Giovanni Francini
Giovanni Francini (Massa, Italia, 3 de agosto de 1963) es un exfutbolista italiano. Jugó de defensa.

## Trayectoria
Se formó en el Molicciara, para luego pasar a formar parte de las categorías inferiores del Torino. Debutó con el primer equipo en Serie A en 1980.
Tras dos temporadas, fue cedido a préstamo al Reggiana, en Serie B. En 1983 volvió a Turín, donde permaneció otras cuatro temporadas.
En 1987 fue fichado por el Napoli, con el que logró una Copa de la UEFA (1988/89), un Scudetto (1989/90) y una Supercopa de Italia (1990). Permaneció en Nápoles hasta 1994. Ese mismo año fue transferido al Genoa, donde jugó unos meses, y al Brescia, concluyendo su carrera deportiva en 1996, con 32 años de edad.

## Selección nacional
Ha sido internacional con la Selección de fútbol de Italia. Fue convocado para participar en la Eurocopa 1988.

### Participaciones en Eurocopas
| Eurocopa      | Sede     | Resultado |
| ------------- | -------- | --------- |
| Eurocopa 1988 | Alemania | Semifinal |

## Clubes
| Club           | País   | Año       |
| -------------- | ------ | --------- |
| Torino Calcio  | Italia | 1980-1982 |
| AC Reggiana    | Italia | 1982-1983 |
| Torino Calcio  | Italia | 1983-1987 |
| SSC Napoli     | Italia | 1987-1994 |
| Genoa CFC      | Italia | 1994      |
| Brescia Calcio | Italia | 1994-1996 |

## Palmarés

### Campeonatos nacionales
| Título              | Club       | País   | Año     |
| ------------------- | ---------- | ------ | ------- |
| Serie A             | SSC Napoli | Italia | 1989-90 |
| Supercopa de Italia | SSC Napoli | Italia | 1990    |

### Copas internacionales
| Título          | Club       | País   | Año     |
| --------------- | ---------- | ------ | ------- |
| Copa de la UEFA | SSC Napoli | Italia | 1988-89 |